# Bundesliga Femenina 2020-21
La Bundesliga Femenina 2020-21 es la 31.ª edición de la máxima categoría de la liga de fútbol femenino de Alemania. Comenzó el 4 de septiembre de 2020 y terminará el 6 de junio de 2021.

## Consecuencias de la pandemia de coronavirus
El 31 de agosto de 2020, la Federación Alemana de Fútbol decidió permitir un máximo de cinco substituciones en los partidos de la temporada 2020-21.

## Equipos
| Equipo              | Ciudad                | Estadio                            | Capacidad | Posición temporada anterior |
| ------------------- | --------------------- | ---------------------------------- | --------- | --------------------------- |
| VfL Wolfsburgo      | Wolfsburgo            | AOK Stadium                        | 5.200     | 1°                          |
| FC Bayern Múnich    | Múnich                | FC Bayern Campus                   | 2.500     | 2°                          |
| 1899 Hoffenheim     | Hoffenheim            | Dietmar Hopp Stadion               | 6.350     | 3°                          |
| Turbine Potsdam     | Potsdam               | Karl-Liebknecht-Stadion            | 10.786    | 4°                          |
| SGS Essen           | Essen                 | Stadion Essen                      | 20.000    | 5°                          |
| 1. FFC Frankfurt    | Fráncfort del Meno    | Stadion am Brentanobad             | 5.500     | 6°                          |
| SC Friburgo         | Friburgo de Brisgovia | Möslestadion                       | 18.000    | 7°                          |
| SC Sand             | Willstätt             | Kühnmatt Stadion                   | 2.000     | 8°                          |
| MSV Duisburg        | Duisburgo             | PCC-Stadion                        | 3.000     | 9°                          |
| Bayer 04 Leverkusen | Leverkusen            | Jugendleistungszentrum Kurtekotten | 1.140     | 10°                         |
| Werder Bremen       | Bremen                | Weserstadion Platz 12              | 1.000     | 1° (2. Bundesliga Femenina) |
| SV Meppen           | Meppen                | Hänsch-Arena                       | 16.500    | 4° (2. Bundesliga Femenina) |

## Clasificación
| Pos. | Equipo               | Pts. | PJ | G  | E | P  | GF | GC | Dif. | Clasificación o descenso                       |
| ---- | -------------------- | ---- | -- | -- | - | -- | -- | -- | ---- | ---------------------------------------------- |
| 1    | FC Bayern Múnich (C) | 61   | 22 | 20 | 1 | 1  | 82 | 9  | +73  | Clasifica a Liga de Campeones                  |
| 2    | VfL Wolfsburg        | 59   | 22 | 19 | 2 | 1  | 71 | 17 | +54  | Clasifica a segunda ronda de Liga de Campeones |
| 3    | 1899 Hoffenheim      | 44   | 22 | 14 | 2 | 6  | 54 | 23 | +31  | Clasifica a primera ronda de Liga de Campeones |
| 4    | Turbine Potsdam      | 39   | 22 | 12 | 3 | 7  | 41 | 36 | +5   |                                                |
| 5    | Bayer 04 Leverkusen  | 33   | 22 | 10 | 3 | 9  | 32 | 39 | −7   |                                                |
| 6    | Eintracht Frankfurt  | 30   | 22 | 9  | 3 | 10 | 43 | 29 | +14  |                                                |
| 7    | SC Friburgo          | 30   | 22 | 9  | 3 | 10 | 30 | 35 | −5   |                                                |
| 8    | SGS Essen            | 25   | 22 | 7  | 4 | 11 | 30 | 37 | −7   |                                                |
| 9    | Werder Bremen        | 19   | 22 | 6  | 1 | 15 | 23 | 67 | −44  |                                                |
| 10   | SC Sand              | 18   | 22 | 5  | 3 | 14 | 21 | 53 | −32  |                                                |
| 11   | SV Meppen            | 14   | 22 | 3  | 5 | 14 | 16 | 52 | −36  | Descenso a 2. Bundesliga Femenina              |
| 12   | MSV Duisburg         | 7    | 22 | 1  | 4 | 17 | 15 | 61 | −46  | Descenso a 2. Bundesliga Femenina              |

 Fuente: DFB

## Resultados
| Local \ Visitante   | BRE | DUI | ESS | FRA | FRE | HOF | LEV | MEP | MUN | POT | SAN | WOL |
| ------------------- | --- | --- | --- | --- | --- | --- | --- | --- | --- | --- | --- | --- |
| Werder Bremen       | —   | 5–3 | 1–3 | 0–5 | 2–1 | 0–2 | 2–1 | 2–1 | 0–4 | 0–2 | 1–0 | 1–5 |
| MSV Duisburg        | 1–2 | —   | 1–6 | 0–3 | 1–2 | 1–3 | 0–2 | 0–0 | 0–6 | 2–3 | 0–1 | 0–4 |
| SGS Essen           | 2–1 | 2–3 | —   | 1–3 | 0–0 | 0–3 | 0–0 | 3–1 | 0–2 | 1–2 | 0–0 | 0–2 |
| Eintracht Frankfurt | 5–1 | 3–0 | 3–1 | —   | 0–1 | 0–0 | 2–2 | 1–1 | 0–1 | 0–1 | 4–0 | 2–3 |
| SC Friburgo         | 2–1 | 0–0 | 3–1 | 0–3 | —   | 1–5 | 1–2 | 5–0 | 1–5 | 1–0 | 2–1 | 1–1 |
| 1899 Hoffenheim     | 3–1 | 7–0 | 0–1 | 2–2 | 2–0 | —   | 6–0 | 1–0 | 0–4 | 5–0 | 0–0 | 1–4 |
| Bayer 04 Leverkusen | 3–0 | 2–0 | 2–1 | 3–2 | 2–1 | 2–5 | —   | 2–2 | 0–4 | 4–2 | 2–1 | 0–4 |
| SV Meppen           | 3–2 | 0–0 | 1–3 | 0–4 | 0–1 | 1–0 | 0–3 | —   | 0–3 | 2–2 | 0–2 | 0–4 |
| FC Bayern Múnich    | 7–0 | 3–0 | 3–0 | 4–0 | 1–0 | 2–3 | 1–0 | 7–1 | —   | 3–0 | 6–0 | 4–1 |
| Turbine Potsdam     | 0–0 | 1–0 | 2–2 | 2–1 | 3–0 | 3–1 | 2–0 | 4–1 | 2–3 | —   | 5–2 | 0–5 |
| SC Sand             | 6–1 | 1–1 | 1–3 | 3–2 | 0–3 | 0–3 | 1–0 | 1–2 | 0–8 | 0–3 | —   | 1–3 |
| VfL Wolfsburg       | 8–0 | 5–2 | 3–0 | 3–0 | 3–2 | 1–0 | 2–0 | 2–0 | 1–1 | 3–2 | 4–0 | —   |

## Estadísticas

### Máximas goleadoras
Actualizado a los partidos jugados el 6 de junio de 2021
| Puesto | Jugadora        | Club                | Goles |
| ------ | --------------- | ------------------- | ----- |
| 1      | Nicole Billa    | 1899 Hoffenheim     | 23    |
| 2      | Laura Freigang  | Eintracht Frankfurt | 17    |
| 3      | Lea Schüller    | Bayern Munich       | 16    |
| 4      | Milena Nikolić  | Bayer Leverkusen    | 13    |
| 5      | Zsanett Jakabfi | VfL Wolfsburg       | 11    |
| 6      | Sydney Lohmann  | Bayern Munich       | 10    |
| 7      | Klara Bühl      | Bayern Munich       | 8     |
| 7      | Selina Cerci    | Turbine Potsdam     | 8     |
| 7      | Viviane Asseyi  | Bayern Munich       | 8     |
| 7      | Ewa Pajor       | VfL Wolfsburg       | 8     |